# مات كامبل (محامي)
مات كامبل (بالإنجليزية: Matt Campbell)‏ هو محامي أمريكي، ولد في 29 أكتوبر 1970 في مانينغ في الولايات المتحدة.